# Campionati europei di 49er & 49er FX 2005
I Campionati europei di 49er & 49er FX 2005 si sono svolti a Vallensbæk, in Danimarca, dall'8 al 14 agosto.

## Podi
| Evento | Oro                                           | Argento                             | Bronzo                                    |
| 49er   | Regno Unito Christopher Draper Simon Hiscocks | Danimarca Peter Hansen Søren Hansen | Germania Jan-Peter Peckolt Hannes Peckolt |

## Medagliere
| Posiz. | Nazione     | Oro | Argento | Bronzo | Totale |
| ------ | ----------- | --- | ------- | ------ | ------ |
| 1      | Regno Unito | 1   | 0       | 0      | 1      |
| 2      | Danimarca   | 0   | 1       | 0      | 1      |
| 3      | Germania    | 0   | 0       | 1      | 1      |
| Totale | Totale      | 1   | 1       | 1      | 3      |